# Solandra grandiflora
Espèce
Solandra grandiflora, la grande solandre ou liane trompette, est une espèce de plantes dicotylédones de la famille des Solanaceae, sous-famille des Solanoideae, originaire des régions tropicales d'Amérique.
C'est une plante ligneuse grimpante, au feuilles persistantes, qui peut atteindre 12 mètres de haut. Elle est toxique du fait de la présence dans tous ses organes d'alcaloïdes tropaniques (atropine, hyoscyamine, scopolamine).
La grande solandre est cultivée comme plante ornementale dans les jardins tropicaux (elle ne résiste pas au gel), ou parfois comme plante d'intérieur, pour ses grandes fleurs parfumées et sa floraison abondante.

## Taxinomie
L'espèce Solandra grandiflora a été décrite en premier par le botaniste suédois Olof Peter Swartz et publiée en 1787 dans Kongl. Vetenskaps Academiens Nya Handlingar. C'est l'espèce-type du genre Solandra.

### Synonymes
Selon The Plant List (20 septembre 2020) : 
- Swartzia grandiflora (Sw.) J.F.Gmel.

### Variétés
Selon The Plant List (20 septembre 2020) :
- Solandra grandiflora var. macrantha (Dunal) Voss

Selon Tropicos (20 septembre 2020) (Attention liste brute contenant possiblement des synonymes) :
- Solandra grandiflora var. macrantha (Dunal) Voss
- Solandra grandiflora var. nitida Voss

## Distribution
L'aire de répartition originelle de Solandra grandiflora s'étend du Mexique au Brésil, englobant les pays suivants : Brésil, Costa Rica, Cuba, Salvador, Guatemala, Honduras, Jamaïque, Mexique, Nicaragua, Panama, Porto Rico, Trinité-et-Tobago, Venezuela. L'espèce a été introduite en Équateur, à Malte, et au Maroc. 